# ビル・ボージャングル・ロビンソン

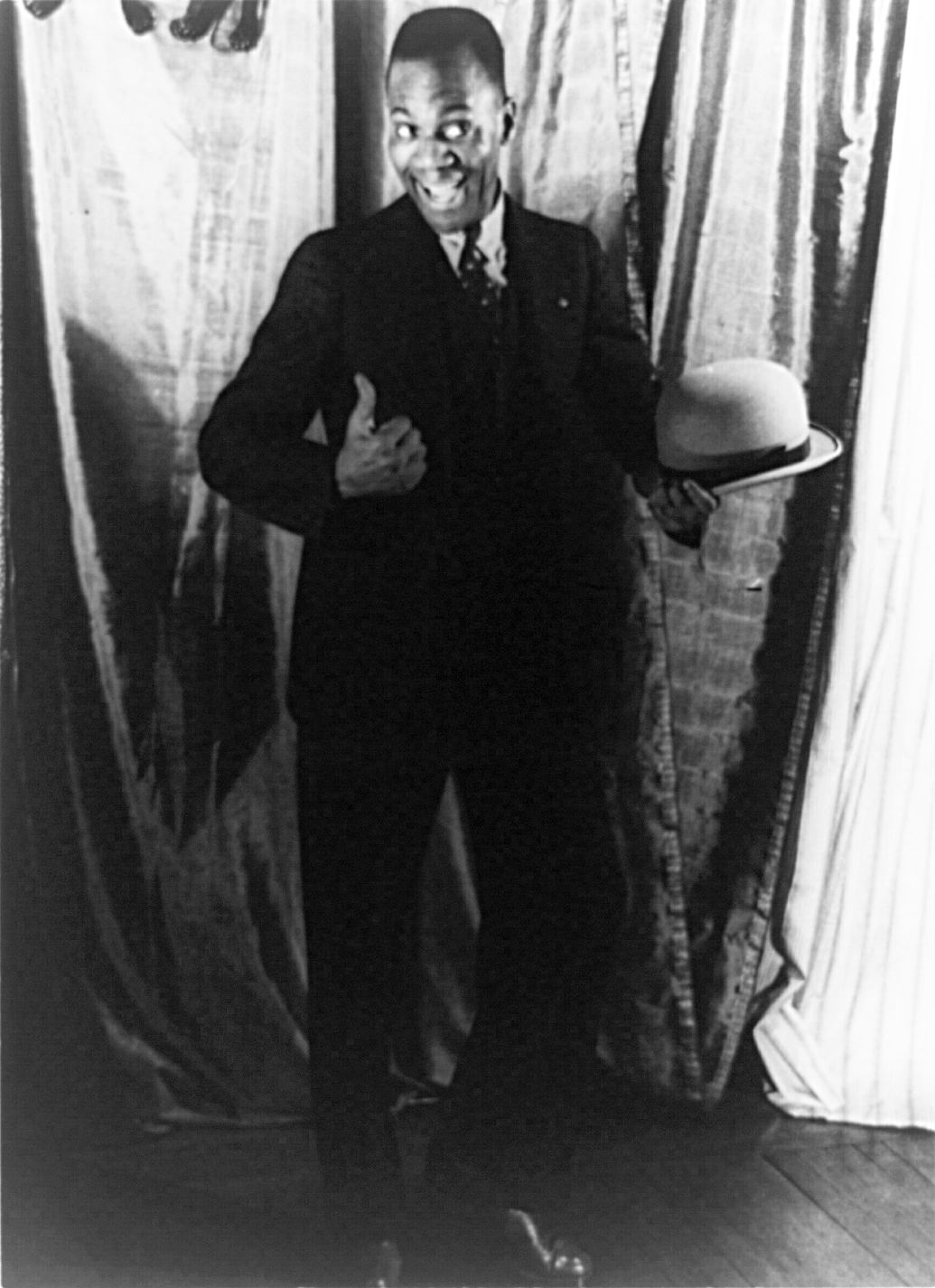
ビル・ボージャングル・ロビンソン（1934年、カール・ヴァン・ヴェクテン撮影）

ビル・「ボージャングル」・ロビンソン（Bill "Bojangles" Robinson、1878年5月25日 - 1949年11月25日）は1920年代にボードヴィルで、1930年代に映画で人気を博した、アメリカの最初期の黒人の俳優。
ダンサーでもありアメリカ最高のタップ・ダンスの名人として知られていた。映画はシャーリー・テンプルと共演した作品が有名である。「ミスター・ボージャングル」というあだ名で全米に知られていた。
アメリカでは「タップの神様」と呼ばれたビル・ボージャングル・ロビンソンの誕生日にちなみ、毎年5月25日は「National Tap Dance Day」となっている。